# Zabudiónovski
Zabudiónovski (en rus: Забудёновский) és un poble (un khútor) de l'óblast de Rostov, a Rússia, que en el cens del 2010 tenia 32 habitants, pertany al districte d'Aksai.